# Grisaille

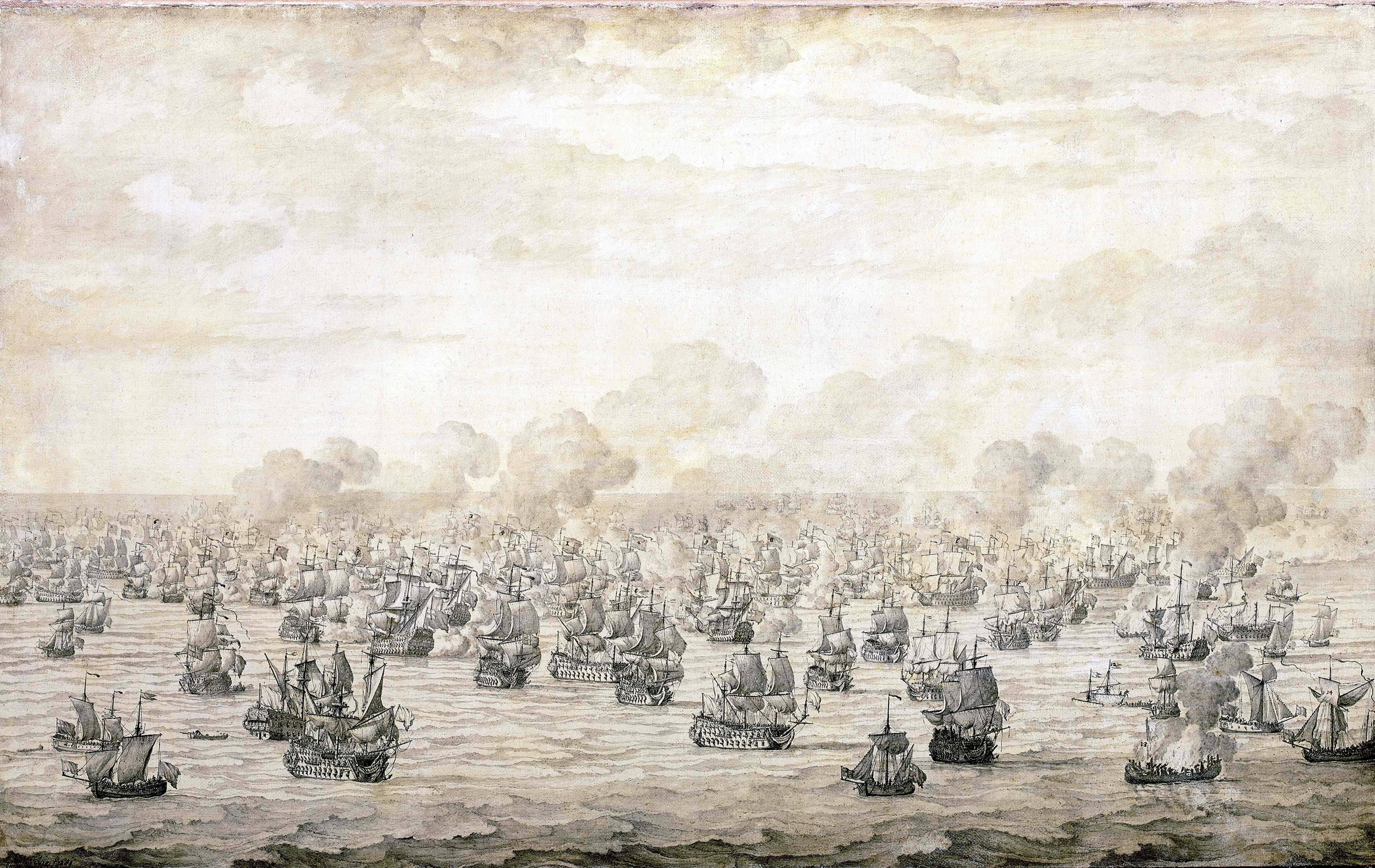
Bitva u Schooneveldu, autor: Willem van de Velde starší, 1674, malba technikou „en grisaille“

Grisaille (někdy i „en grisaille“, v češtině též „monochromní malba“) (z francouzského gris, šedý) je výraz pro malbu vytvořenou převážně jednobarevně, většinou v odstínech šedi, často však také v tónech hnědi.
Malby en grisaille byly oblíbeny zvláště v renesanci a v pozdní gotice. Časté je například užití na vnější straně oltářních křídel nebo na bocích oltářní skříně. Podobným způsobem používá malbu en grisaille i Hieronymus Bosch na vnější straně křídel svých triptychů. Časté je též užití maleb en grisaille na malovaných fasádách staveb. Příkladem takového užití je tzv. buchalterie na druhém nádvoří zámku v Českém Krumlově. Podobně užil techniku monochromní malby i Andrea del Sarto v Chiostro dello Scalzo ve Florencii. Časté je také použití maleb en grisaille v celku barevně malované renesanční fasády.
Důvodem použití této techniky je především snaha napodobit nízký reliéf z kamene, štuku, dřeva atp. Druhým důvodem je pak snaha o výrazové ztišení, ztlumení malby, která je součástí většího celku (například oltářní skříně).
Grisaille nemusí být určena pouze k výzdobě, ale může jít o první fázi olejomalby nebo o ryteckou předlohu.
Výraz lze použít též pro jednobarevnou malbu na emailu nebo na skle. Příkladem může být okno známé jako Pět sester v koncové části severní chrámové lodi katedrály v Yorku.